# Incommensurabilitat

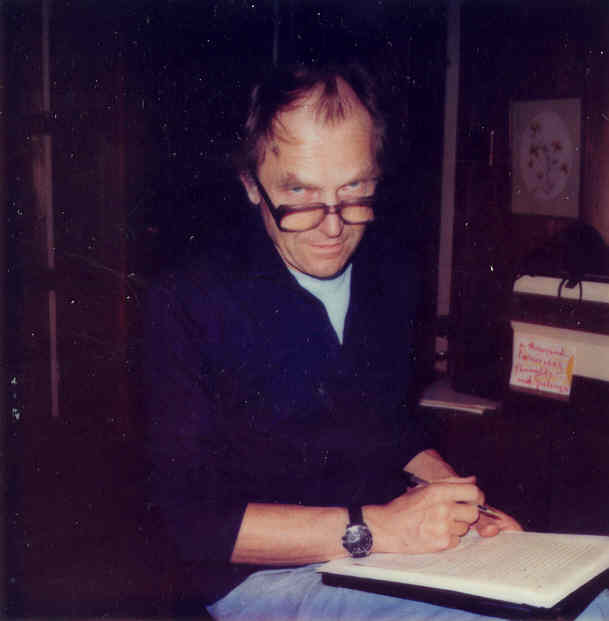
Feyerabend

La incommensurabilitat en la filosofia de la ciència és la impossibilitat de comparació de dues teories quan no hi ha un llenguatge teòric comú. Si dues teories són incommensurables, llavors no hi ha manera de comparar-les i dir quina és millor i correcta. El 1962, Thomas Kuhn i Paul Feyerabend, de manera independent, van introduir la noció d'incommensurabilitat en la filosofia de la ciència. En ambdós casos, el concepte provenia de les matemàtiques, i en el seu sentit original es definia com la manca d'una unitat comuna de mesura que permeti una mesura directa i exacta entre dues variables; es predica, per exemple, de la diagonal d'un quadrat amb relació al seu costat.